# Vasile Vetișanu
Vasile Vetișanu  (n. 29 aprilie 1935 – d. 1 decembrie 2012, Șimleu Silvaniei) a fost un senator român în legislatura 1992-1996 și deputat în legislatura 1996 - 2000, ales în județul Satu Mare pe listele partidului PNȚCD. În legislatura 1996-2000, Vasile Vetișnu a fost membru în grupurile parlamentare de prietenie cu Republica Portugheză și Albania. Vasile Vetișanu a fost absolvent al facultății de filozofie din București, doctor în filozofie și cercetător științific.
Din anul 1990 a fost director al Institutului de Etnografie și Folclor al Academiei Române.

## Legaturi externe
- Vasile Vetișanu Arhivat în 23 august 2016, la Wayback Machine. la cdep.ro